# Rupert Cole
Rupert Cole (* 8. August 1909; † unbekannt) war ein britisch-westindischer Jazz- und Rhythm-&-Blues-Musiker (Alt- und Baritonsaxophon, Klarinette) trinidadischer Herkunft.

## Leben und Wirken
Cole erhielt in Barbados seine Musikerausbildung und kam 1924 nach New York. Er arbeitete ab Mitte der 1920er-Jahre in der dortigen Jazzszene; erste Aufnahmen entstanden 1925 mit dem Sänger Sam Manning („Mabel“). In den folgenden Jahren spielte er u. a. bei Bill Brown and his Brownies (1929, vermutlich als Baritonsaxophonist zu hören in „What Kind of Rhythm Ís That?“). 1930–31 tourte er mit Horace Henderson; von 1931 bis 1936 spielte er bei Don Redman („Bugle Call Rag“, 1937), daneben in der Mills Blue Rhythm Band (1933), bei Harlan Lattimore and His Connie’s Inn Orchestra (1934) und ging dann 1938 zu Louis Armstrong, wo er bis 1944 blieb.
In den 1940er-Jahren spielte Cole weiterhin mit Frankie „Half Pint“ Jaxon und bei Cootie Williams and His Orchestra. Er wirkte auch bei Williams’ Aufnahmen mit Dinah Washington mit („Good Daddy Blues“; #8 der RB-Charts 1949). In den 1950er-Jahren gehörte er noch dem Orchester von Lucky Millinder an. Der Diskograf Tom Lord listet zwischen 1925 und 1957 seine Beteiligung an 95 Aufnahmesessions.